# Carl De Keyzer

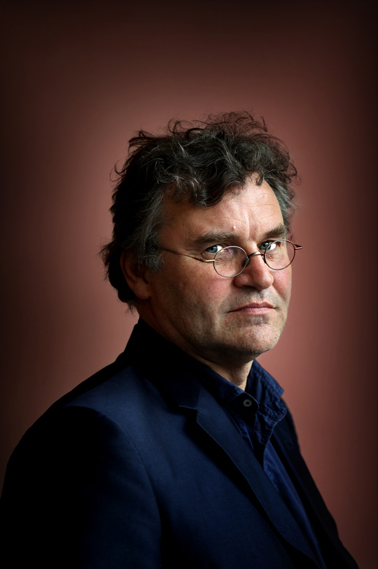
Carl De Keyzer

Carl De Keyzer (* 27. Dezember 1958 in Kortrijk bei Gent, Belgien) ist ein belgischer Fotograf.

## Leben
Carl De Keyzer ist als Bildjournalist tätig. 1982 war De Keyzer Dozent für Fotografie an der Royal Academy of Fine Arts in Gent. Seit 1994 ist er volles Mitglied der Bildagentur Magnum Photos. Seine Arbeiten sind in zahlreichen Sammlungen vertreten wie etwa dem ICP in New York und der FNAC in Paris. Auch als Werbefotograf betätigt sich Keyzer. Er prägte mit seinem persönlichen Stil das fotografische Erscheinungsbild von Kampagnen für Coca-Cola, Smart, Peugeot und Diesel.

## Werk
De Keyzers Arbeitsweise zeichnet sich durch den effektvollen Einsatz von Blitzlicht aus, der an die Lichtsetzung in den Gemälden flämischer Meister erinnert. Er inszeniert seine Bilder nicht, d. h., er stellt die Menschen in seinen Bildern nicht eigens auf, sondern akzentuiert seine Fotos durch den bewussten Lichteinsatz. Oft wirken seine Bilder gestellt, sind es aber nicht. Nach eigener Aussage würde er nicht einmal eine störende Cola-Dose von einem Tisch nehmen, sondern entweder das Bild mit der Dose machen oder gänzlich auf das Bild verzichten. Er hat sich diese Grenze des Nichteingreifens bewusst gesetzt, da sonst ständig die Gefahr bestehe, immer neue Kompromisse einzugehen, um eine Veränderung für ein Foto zu rechtfertigen.

## Bücher
- 1984 Oogspanning
- 1987 India
- 1989 U.S.S.R. - 1989 - C.C.C.P.
- 1989 Homo Sovieticus (Engl. Ausgabe von U.S.S.R.)
- 1992 God, Inc.
- 1996 East Of Eden
- 1997 Tableaux D’Histoire (Edition CNP Paris)
- 2003 EVROPA
- 2003 Tableaux D’Histoire (Centro de Arte, Salamanca)
- 2003 Zona.
- 2013 EVROPA, im Band Jacques Delors: Mein Leben für Europa, Steidl/ifa, Göttingen, ISBN 978-3-86930-476-2.

Seine Arbeiten sind in zahlreichen Sammlungen vertreten, wie etwa dem International Center of Photography (ICP) in New York und den Galeries Photo-Fnac in Paris.